# プーチン主義

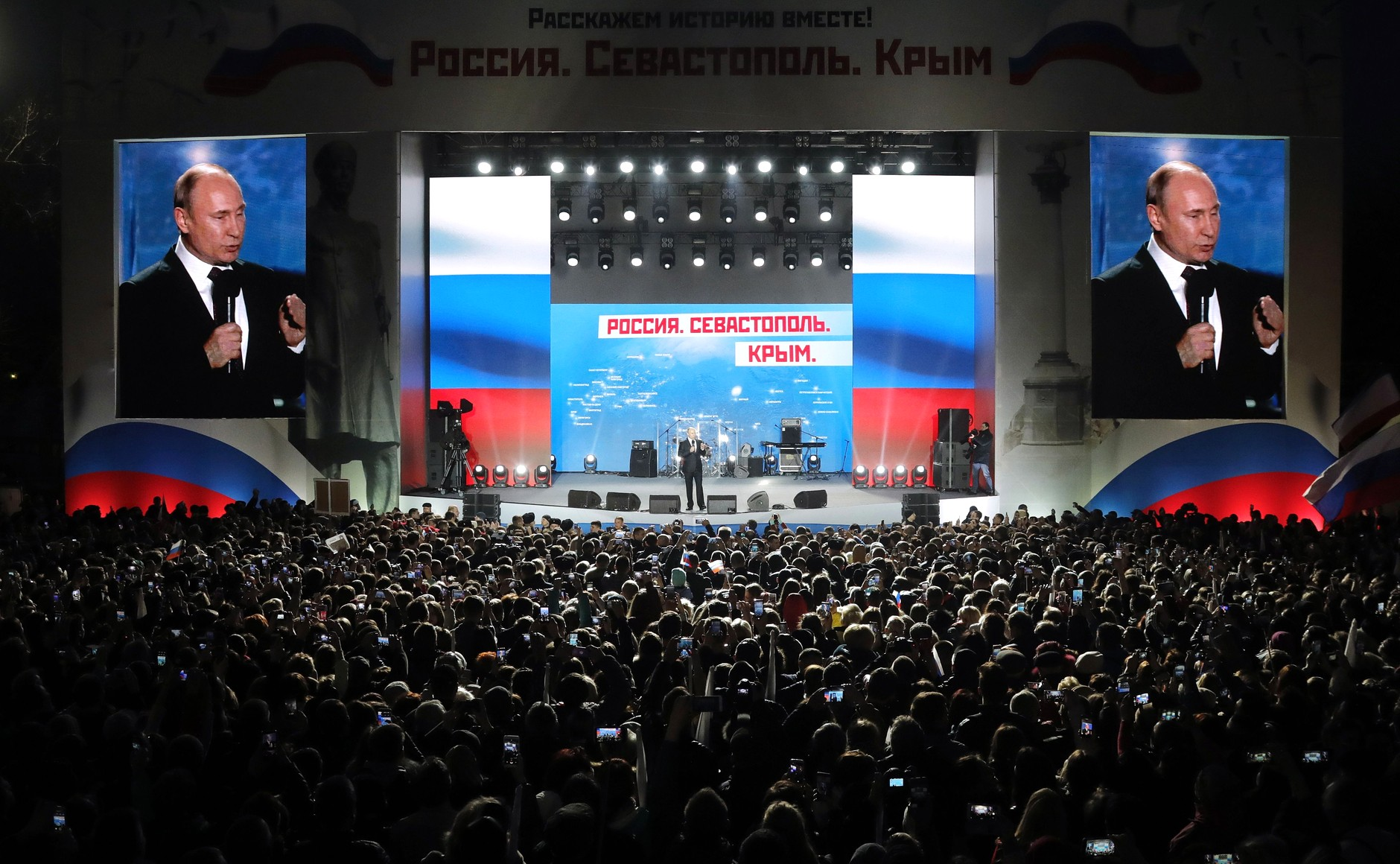
2018年ロシア大統領選挙活動中に演説を行うプーチン（壇上中央、セヴァストポリにて）

プーチン主義（プーチンしゅぎ、ロシア語: путинизм、英語: putinism）は、ウラジーミル・プーチンによる政治指導の下で形成されたロシアの社会的、政治的、経済的イデオロギーのことである。その特徴は、合計22の政府執行機関（その大部分はロシア連邦保安庁（FSB）、ロシア内務省、ロシア軍）出身のシロヴィキに政治権力と財政が集中していることである。米国の共産主義批評家アーノルド・ベイクマンは「ロシアにおいて、21世紀のプーチン主義は20世紀のスターリン主義と同じくらい重要である」という見解を示している。
1999年のプーチンの首相任命以降、シロヴィキがロシアの政治を主導するグループとなり財政、メディア、行政を掌握した上で民主主義と人権を制限した。また、外交では国家主義的かつ新帝国主義的特徴が見られる。
プーチン主義という言葉が初めて使われたのは、2000年1月11日のアンドレイ・ピオントコフスキーの記事である。彼は、プーチン主義を「ロシアにおける強盗的資本主義の最高かつ最終段階である。また、特定の民族グループに対する憎悪を煽ることで国家を『統合』しており言論の自由に対して攻撃的なため、外界からの孤立とさらなる経済の衰退をもたらす」と特徴づけた。

## イデオロギー
多くのジャーナリストはプーチン政権下のロシアの国家イデオロギーを民族主義的かつ新帝国主義的だと評している。アンドレイ・コレスニコフはプーチン政権第3期以降は民族主義的帝国主義と保守的な正統派、そしてスターリン主義の権威主義的側面が融合した体制であると評している。
政治学者イリーナ・パブロワは、彼らはモスクワを第三のローマに変えるという長年の政治的目標と、米国を封じ込めるという反米イデオロギーを持っていると述べた。 コラムニストのジョージ・ウィルはプーチン主義の国家主義的性質を強調した。彼は「プーチン主義は、近隣諸国に向けられた国家主義と、国家権力の攻撃に支えられた私的富に向けられたポピュリストの嫉妬の有害な混合物になりつつある。プーチン主義は、ナチズムの悪魔的要素のない国家社会主義である...」と述べた。イラリオノフによると、彼らのイデオロギーはナチズム、つまり権利の選択的適用であるとの見解を示している。
2010年、アメリカの歴史家でナショナル・インタレストの寄稿者であるピーター・スシアは、プーチンをファシズムの価値観を正義であると心から信じている指導者であると明確に述べた最初の広報担当者の一人だった。スシアは「歴史家や経済学者の中には、ファシズムは実際には反マルクス主義的な社会主義であると指摘する者もいる。特に、ファシズムは各階級の協調を好み、国家主義の概念を支持するからだ。国家主義はマルクス主義者が支持できないものだ。頑固なマルクス主義の指導者は、オリンピックを自国、たとえ故郷であっても開催するための支持を得るために飛行機に乗って地球の反対側まで飛ぶことはないだろう。しかし、実績のある真のファシストならそうするかもしれない。」と書いている。
歴史家ティモシー・スナイダーと他の著者は、ファシストの亡命ロシア人哲学者イワン・イリインがウラジーミル・プーチン大統領の演説で様々な場面で引用されており、一部の観察者からは彼にとって大きな思想的インスピレーションの源であると考えられていると指摘している。そして、ユーラシア主義と保守革命を主張しておりファシズムに近い見解を持つアレクサンドル・ドゥーギンは、プーチン政権の半公式の哲学者となり2023年に設立されたロシア国立人文大学にイヴァン・イリイン高等政治学院を率いている。
2021年2月、プーチン大統領は自身の思想とイデオロギーをレフ・グミリョフの思想と結び付け、自分も情熱やこの理論で説明される社会の興亡、特にロシアは「まだ最高点に達していない」国家であり「無限の可能性」を持っていると信じていると述べた。
オックスフォード大学の歴史家ロジャー・グリフィンは、プーチンのロシアを第二次世界大戦時代の日本と比較し、プーチンのロシアと同様に「多くの点でファシズムを模倣したが、ファシストではなかった」と述べた。アメリカの歴史家スタンレー・G・ペインは、プーチンの政治体制は「ヒトラーやムッソリーニの革命的で近代的な体制に似ているというよりも、19世紀のニコライ1世の「正統性、独裁、国民性」を強調した信条の復活である」と主張した。

### 反米主義
南オセチア紛争後のロシアの知識人・政治家の間で高まる反米感情に対して、グローバリゼーションと社会運動を研究しているボリス・カガルリツキーは「皮肉なことに、ここでの支配的な傾向の1つは、私たちがアメリカと全く同じになりたいから反米である、というものだ。アメリカ人は小国を侵略できるのに、自分たちはできないことに腹を立てているのだ」と述べた。 最近のロシアの世論調査では、アメリカとその同盟国が一貫してロシアの最大の敵国リストのトップに挙げられている。しかし、レバダ・センターが発表した調査結果によると、2018年7月のヘルシンキでの露米首脳会談以降、 2018年8月時点でロシア人は米国に対してますます好意的な見方をしている。 ピュー・リサーチ・センターは「18歳から29歳のロシア人の57％が米国に対して好意的な見方をしているのに対し、50歳以上のロシア人ではわずか15％である。」というデータを示している。
モスクワ・カーネギー・センター所長のドミトリー・トレーニンによると、ロシアにおける反米主義はロシア一般の愛国心の基盤になりつつある。さらに研究者は、ロシアの支配層は西側諸国に従い、西側諸国が宣言した価値観を大切にしているふりをやめたと述べている。現在のモスクワは、民主主義、人権、国家主権、政府の役割、教会、家庭的関係などで、自国の価値観が現代の西側諸国の価値観と完全に共通しているわけではないと公然と述べている。プーチンのロシアは、中国やイランなど西側諸国以外の国の反米政権と同盟を結んでいる。一部のロシアの専門家によると、反米感情は主に国内の政治情勢によって引き起こされており、米国の外交政策とはほとんど関係がないという。

## 参照
- ユーラシア主義
- スターリニズム
- 国家資本主義
- 開発独裁
- 国家主義
- 新帝国主義
- ナチズム
- ファシズム
- ボナパルティズム